# Hauteroche
Hauteroche é uma comuna francesa na região administrativa da Borgonha-Franco-Condado, no departamento de Côte-d'Or. Estende-se por uma área de 14,33 km². Em 2010 a comuna tinha 82 habitantes (densidade: 5,7 hab./km²).